# Maksim Galkin
Maksim Aleksandrovitsj Galkin (Russisch: Максим Александрович Галкин) (nabij, Naro-Fominsk (Oblast Moskou), 18 juli 1976) is een Russische komiek, imitator en televisiepresentator.

## Biografie
Maksim Galkin werd geboren in Oblast Moskou in 1976 als tweede zoon van militair Aleksandr Galkin en zijn vrouw Natalja. Galkin's moeder is van joodse komaf. Toen Galkin drie jaar oud was woonde hij met zijn familie in Duitsland, maar kort daarna verhuisde de familie naar Odessa. Hier kreeg zijn vader in 1983 promotie tot majoor-generaal in het leger van de Sovjet-Unie, waardoor de familie naar het garnizoen Sosnovyj Bor in in Boerjatië moest verhuizen. Later verhuisde familie naar de Russische hoofdstad Moskou. Daar slaagde Galkin in voor zijn studie taalkunde aan de Russische Staatsuniversiteit voor Geesteswetenschappen.
In zijn studententijd gaf Galkin al verschillende optredens in het studententheater. Tijdens een van deze optredens werd hij opgemerkt door Boris Broenov die hem aanbood om verschillende concerten te geven in zijn theater. Galkin accepteerde zijn aanbod. Hier werd hij ontdekt door komiek Michail Zadornov met wie hij een half jaar door Rusland op tournee ging.
In 2001 brak Galkin door in Rusland. Hij werd presentator van Kto chotsjet stat millionerom op Pervyj Kanal, gaf een eigen uitvoering op de Slavjanski Bazaar en won verschillende prijzen. Later dat jaar begon Galkin voor het eerst met zingen toen hij uitgenodigd werd op een concert met Alla Poegatsjova.
In 2006 werd Maksim Galkin commandant in de Orde van de Vriendschap voor zijn voor zijn grote bijdrage aan de ontwikkeling van televisie in Rusland.
In 2008 verruilde Galkin zijn contract met Pervyj Kanal voor een contract met Rusland-1.
Na de stop van Kto chotsjet stat millionerom werd er op Rusland-1 de spin-off Kto chotsjet stat Maksimom Galkinym? uitgezonden. Het programma was een Russische bewerking op het Duitse programma 5 gegen Jauch. Omdat het programma niet aansloeg, werd het programma gelijk naar het eerste seizoen stopgezet. Hierna werd Galkin presentator van een andere spelshow.

## Privéleven
Sinds 2005 woonde Maksim Galkin samen met Alla Poegatsjova en op 23 december 2011 lieten zij hun huwelijk vastleggen. Er is veel kritiek gekomen op het huwelijk van het echtpaar. Poegatsjova is namelijk 27 jaar ouder dan Galkin en het is Poegatsjova's vijfde huwelijk. Op 18 september 2013 werd de tweeling Garri en Jelizaveta via een draagmoeder geboren, omdat Poegatsjova te oud was om zelf nog kinderen te krijgen.
Galkin was het niet eens met de wet om homoseksuele propaganda te verbieden en vergelijkt het met de heksenjacht, maar vindt ondanks dit niet dat het homohuwelijk moet worden gelegaliseerd in Rusland.

## Werk
Galkins werk als komiek bestaat vooral uit parodieën en imitaties van bekende mensen, maar ook imitaties van mensen uit het dagelijks leven en dieren. Galkin heeft onder andere Vladimir Poetin, Boris Jeltsin, Aleksandr Loekasjenko, Sofia Rotaroe en Serebro geïmiteerd.